# Dayboro
Dayboro – miasto w Australii, w stanie Queensland.